# Acropora grandis
Espèce
Statut CITES
Acropora grandis est une espèce de coraux appartenant à la famille des Acroporidae.